# Озерки (Гдовский район)
Озерки — деревня в Гдовском районе Псковской области России. Входит в состав городского поселения «Гдов» Гдовского района.
Расположена в 14 км к северу от Гдова, на берегу ручья Браговский в 1,5 км от впадения его в Чудское озеро.

## Население
Численность населения деревни по оценке на 2000 год составляет 2 человека, по переписи 2002 года — 5 человек.

## История
До 2005 года деревня входила в состав ныне упразднённой Гдовской волости.